# 量子宇宙論
量子宇宙論（りょうしうちゅうろん）とは量子力学によって説明される宇宙論、もしくはそのような取り扱いが必須となる宇宙誕生直後の初期宇宙を扱う宇宙論のこと。
最も簡単なところで相対性理論を正準量子化した、ジョン・ホイーラーとブライス・ドウィットによるホイーラー・ドウィット方程式がある。この理論によれば量子宇宙は無からトンネル効果により生成したとされる。しかし方程式に時間が現れない、宇宙の波動関数の確率的解釈など容易に解決できない問題が現れる。